# Nagydorog
Nagydorog är en ort i Ungern.   Den ligger i provinsen Tolna, i den västra delen av landet, 100 km söder om huvudstaden Budapest. Antalet invånare är 2 787.